# Heterostegane auranticollis
Heterostegane auranticollis là một loài bướm đêm trong họ Geometridae.